# Scraptia compressicollis
Scraptia compressicollis es una especie de coleóptero de la familia Scraptiidae.

## Distribución geográfica
Habita en Sri Lanka.